# Goethe-Gymnasium (Hamburg)
Das Goethe-Gymnasium ist ein staatliches Gymnasium im Hamburger Stadtteil Lurup. Das Gymnasium wurde 1969 gegründet und erhielt 1972 ein eigenes Klassenhaus. 1982 wurde es nach Goethe benannt. Seit 2005 ist das Gymnasium eine gebundene Ganztagsschule mit besonderen Angeboten im musischen und sportlichen Bereich.

## Geschichte
Das Gymnasium wurde 1969 als „Zweigstelle Langbargheide“ des Ernst-Schlee-Gymnasiums gegründet, 1973 wurde das Gymnasium Langbargheide dann in Gymnasium Rispenweg umbenannt. Am 9. April 1969 begann für etwa 170 Schüler in den Klassen 5 und 6 in Räumen der benachbarten Schule Langbargheide der Unterricht am neu gegründeten Gymnasium.

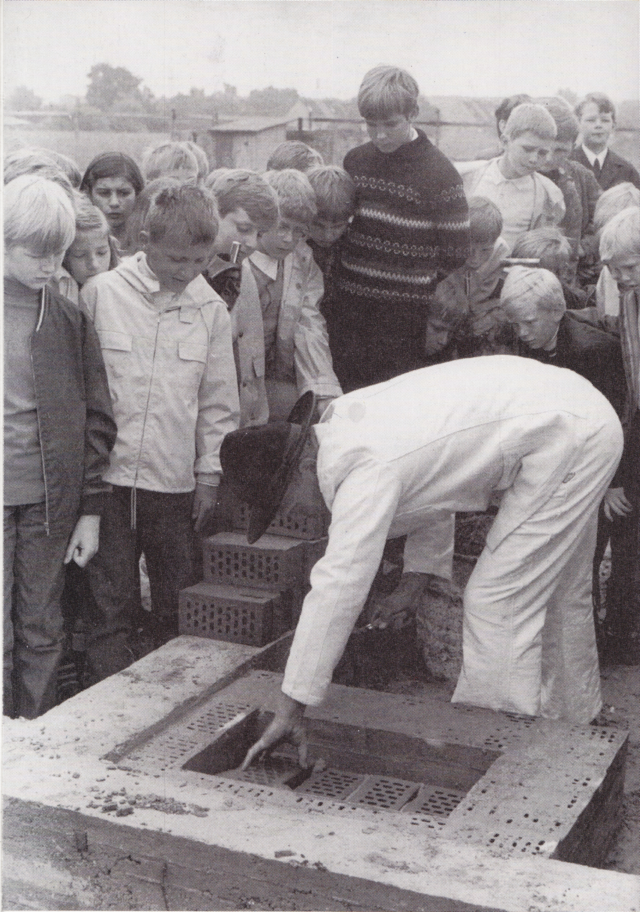
Grundsteinlegung 1969

Die Grundsteinlegung für den Gymnasiums-Neubau fand am 26. Juni 1969 statt. 1970 wurden die ersten Gebäude eingeweiht, drei Serienbau-Riegel vom Typ-65. 1972 war das Doppel-H-Gebäude vom Typ 68 und die kleine Turnhalle („T1“) fertig, 1974 der Fachtrakt („Haus F“). 1976 wurde der Verwaltungstrakt mit Pausenhalle, Musikräumen und der Hausmeisterwohnung fertig („Haus V“). Fachtrakt und Verwaltungstrakt sind ebenfalls Fertigbauten vom Typ 68. 1981 wurde die große Sporthalle („T2“) gebaut.
1977 legten die ersten Schüler ihr Abitur an der Schule ab. Die Schülerzahl wuchs stetig, besonders durch Kinder aus Schleswig-Holstein stieg die Schülerzahl 1979 auf 1180. Zu Beginn der 1980er Jahre hatte die Schule 66 Lehrkräfte. Zeitgleich wurde Schülern aus Schleswig-Holstein der Schulbesuch in Hamburg untersagt, wodurch die Schülerzahl rasch sank. 1982 wurde die Schule nach Johann Wolfgang von Goethe benannt. In den 1980er Jahren führte das Gymnasium die Berufsorientierung ein, wofür die Schule mehrfach zertifiziert wurde.
Durch die sinkenden Schülerzahlen konnten 1990 die letzten Behelfspavillons abgerissen werden. Die Anzahl der Schüler sank weiterhin und näherte der Schwelle von 500. Nur die Umwandlung in eine Ganztagsschule konnte das Gymnasium retten. Diese Umwandlung in eine gebundene Ganztagsschule wurde 2005 genehmigt. Mit Geld aus der sozialen Stadtteilentwicklung und von der Schulbehörde für zwei Schulen (Goethe-Gymnasium und Schule Langbargheide) wurde eine Mehrzweckhalle kombiniert mit Mensa gebaut, die 2007 eingeweiht wurde („FORUM“). Das Goethe-Gymnasium richtete Ende 2015 im Zuge der Flüchtlingskrise zwei Flüchtlingsklassen ein, um Kinder der nahe gelegenen Erstaufnahmeeinrichtung aufzunehmen. Die Klassen wurden 2017 in Internationale Vorbereitungsklassen („IV-Klassen“) umgewandelt.
Die drei Riegel vom Typ-65 waren in einem schlechten Zustand und wurden abgerissen, als Ersatzbau wurde 2018 ein zweistöckiges Klassenhaus aus Massivholz („Haus G“) errichtet, das Platz für zehn Klassen bietet. Zeitgleich wurde der Schulhof neu gestaltet. Gemäß der Planung der Schulbehörde von 2019 soll das Goethe-Gymnasium weiter als vier- bis fünfzügiges Gymnasium geführt werden, Baumaßnahmen seien dazu nicht erforderlich.

## Lage und Architektur
Die Schule liegt im Hamburger Stadtteil Lurup, zwischen Friedhof Altona und Volksparkstadion im Süden und der Bahnstrecke nach Kiel mit dem S-Bahnhof Elbgaustraße im Norden. Westlich schließt das Gelände der Schule Langbargheide an, östlich Kleingartenanlagen und dahinter Industrie- und Gewerbegebiete. Das Schulgelände ist etwa 36.000 m² groß und wird nördlich vom Rispenweg erschlossen.
Die Bebauung im Stadtteil weist eine Mischung aus Einfamilienhäusern, Reihenhäusern und Mietwohnungen unterschiedlicher Größenordnung auf. Der Stadtteil hat eine sehr hohe Bevölkerungsdichte, knapp 50 % der Einwohner haben einen Migrationshintergrund. In knapp einem Viertel der Haushalte leben Kinder. Ein Drittel aller Kinder im Stadtteil leben in Familien, die Sozialhilfe beziehen.

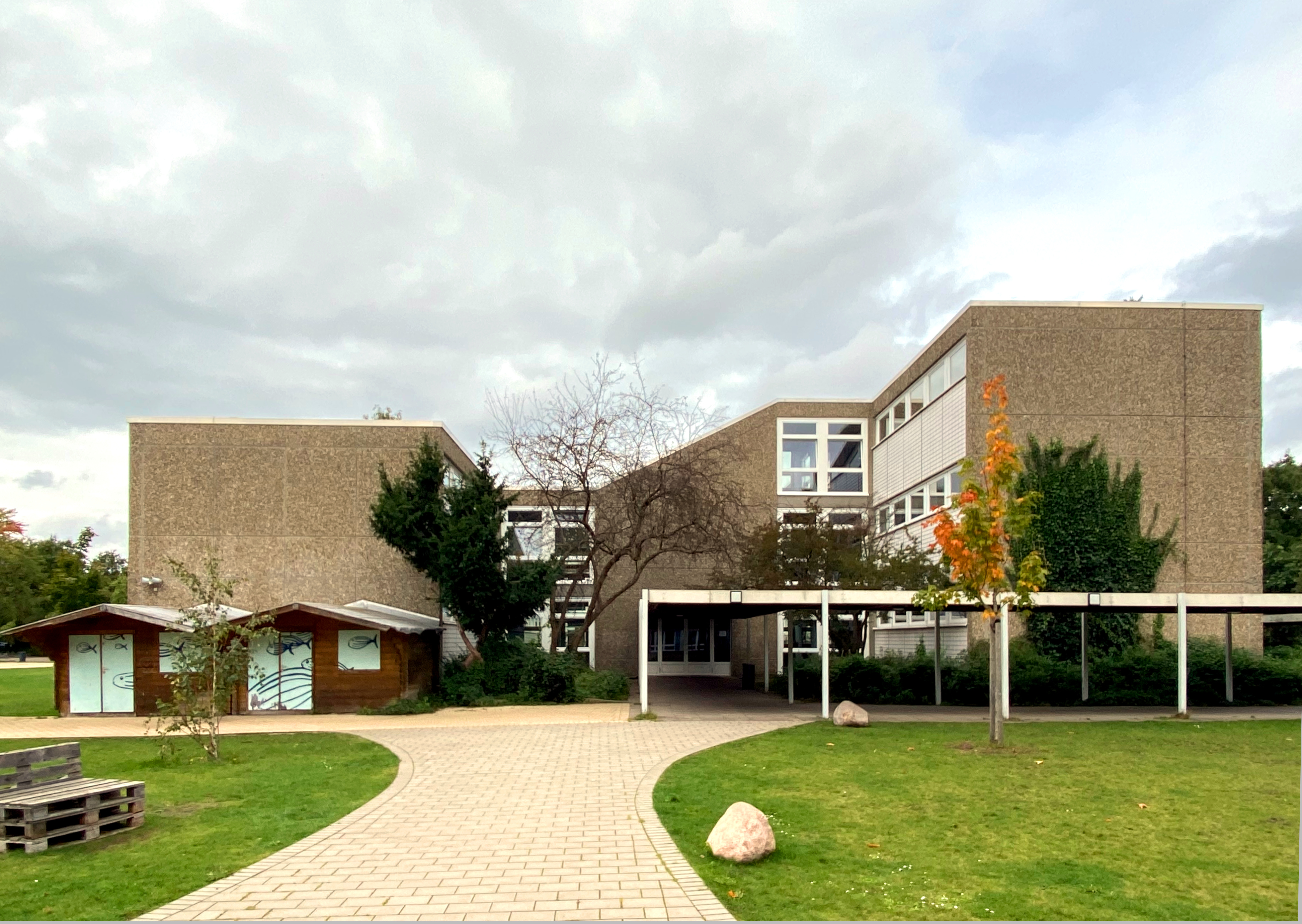
Südseite des Doppel-H-Gebäudes („Haus H“), mit zwei- bzw. dreigeschossigem Flügel

Die in den 1970er Jahren errichteten Gebäude des Gymnasiums waren sämtlich Serienbauten nach Plänen des Hamburger Hochbauamtes. Das Hauptgebäude („Haus H“) ist ein Serienschulbau vom Typ 68, nach dem Grundriss auch „Doppel-H“ genannt. Dieser Serienbau wurde vom Ende der 1960er bis Mitte der 1970er Jahre in den damaligen Rand- und Erweiterungsgebieten Hamburgs etwa 50-mal errichtet. Die Gebäude bestehen aus industriell vorgefertigten Sandwich-Elementen, die an der Baustelle zusammengesetzt wurden, so dass vier miteinander verbundene Klassenhäuser vom Schuster-Typ entstanden. Die Fassaden wurden mit Waschbeton verkleidet. Ungewöhnlich ist die Gestaltung des Doppel-H am Goethe-Gymnasium nur in einem Punkt: Normalerweise sind Doppel-H-Gebäude durchgehend dreistöckig. Am Goethe-Gymnasium hat der West-Trakt nur zwei Geschosse, der Ost-Trakt drei, das verbindende Treppenhaus steigt an. Diese Gestaltung gibt es an fünf Schulstandorten in Hamburg, die derart verringerte Raumzahl war eine Antwort auf den „Pillenknick“ mit ab Ende der 1970er abnehmenden Schülerzahlen.
Das Gymnasium hat zwei Sporthallen: Die Einfeldhalle T1 (Seitzhalle Typ 2, Baujahr 1971/1972) hat eine Bruttosportfläche von 695 m², die Dreifeldhalle T2 (Baujahr 1981) bietet 1396 m². Die Sporthallen stehen nebeneinander im Südosten des Schulgeländes, daneben befindet sich ein Sportplatz.
Die von 2006 bis 2007 für das Gymnasium und die benachbarte Grundschule errichtete Pausenmehrzweckhalle / Mensa ist ein freistehend positioniertes Gebäude an der Grenze zwischen den beiden Schulen. Stilistisch hebt sich das Gebäude deutlich von den Flachbauten der 1960er und 1970er Jahre beider Schulen ab, indem bei der Pausenmehrzweckhalle Dach und Fassade prismatisch ineinander übergehen und die Außenhaut mit einer weißen Kunststoffoberfläche überzogen ist.

## Schulprofil
Nach Einführung des achtstufigen Gymnasiums ist das Gymnasium seit 2007 eine gebundene Ganztagsschule. Schwerpunkt der Angebote am Nachmittag bilden der musische und sportliche Bereich, letzteres teilweise in Kooperation mit örtlichen Vereinen. Neben der fachlichen Bildung bildet das soziale Lernen einen weiteren pädagogischen Schwerpunkt. Dem dient auch das Lernfeld Pädagogik, in dem die Schüler Gelegenheit haben, sich zu Prefects oder Konfliktmanagern ausbilden zu lassen und in der Oberstufe auch sportliche Trainerscheine zu erwerben. Mindestens eine Stunde pro Woche arbeiten die Oberstufenschüler entweder als Ergänzungskräfte in der Nachbarschule bei der Förderung sozial Benachteiligter (finanziert durch die Philip-Breuel-Stiftung) oder übernehmen an der eigenen Schule den Förderunterricht in Kleinstgruppen.
Alle Fünftklässler der Schule beginnen mit Englisch als erster Fremdsprache. Eine zweite Fremdsprache ab der 6. Klasse ist Pflicht, dazu steht Französisch oder Spanisch zur Wahl. In den Klassen 10 bis 12 kann eine dritte moderne Fremdsprache entweder alternativ oder zusätzlich erlernt werden. Ab Klasse 8 kann Latein belegt werden, das bis zum Latinum führt.
Die Schule bietet vier Profile in der Oberstufe an. Bei allen Profilen ist eine profilbezogene Berufsorientierung nebst einem entsprechenden Berufspraktikum verbindlich integriert:
- Naturwissenschaftliches Profil: Physik, Begleitfächer: Chemie, Geografie
- Ästhetisches Profil: Musik oder Kunst, Begleitfächer Philosophie, Geschichte
- Bewegungsprofil: Sport und Pädagogik, Begleitfächer Pädagogik, PGW, Biologie
- Sozial-ökonomisches Profil: Politik, Gesellschaft, Wirtschaft, Begleitfächer Informatik

## Außerschulische Angebote
Der Bereich Informatik und Robotik bildet eine Stärke der Schule. 2008 wurde das Goethe-Gymnasium von der Microsoft-Initiative „it-fitness“ ausgezeichnet. Auch an bundesweiten Wettbewerben wie Informatik-Biber, RoboCup German Open nahmen Schüler des Gymnasiums erfolgreich teil.
Ein weiterer Schwerpunkt der Schule liegt im musikalischen Bereich: Es gibt drei Chöre, ein klassisches Schulorchester und eine Bigband sowie weitere projektbezogene Ensembles. Die Aufführungen sind einerseits ein kulturelles Angebot innerhalb des Stadtteils, andererseits traten die Ensembles der Schule schon im Michel, im Schauspielhaus und auf Kampnagel auf. Zur Nachwuchsförderung organisiert die Schule Instrumentalunterricht. Der Chor des Goethe-Gymnasiums wirkte Anfang 2015 an der amerikanischen Erstaufführung eines Werks von Karl Jenkins in der Carnegie Hall in New York mit.
Schulpartnerschaften bestehen mit dem Collège Jules Verne in Carcassonne (Frankreich) und mit dem Colégio Público Blas de Otero in Madrid.

## Bekannte Ehemalige
- Otto Hölke (* 1938), Handballspieler (Sportlehrer an der Schule)
- Klaus Lange (* 1939), Handballspieler (Sportlehrer an der Schule)
- Carsten Nowak (* 1965); Rechtswissenschaftler und Hochschullehrer (Schüler am Gymnasium)
- Oliver Geissen (* 1969), deutscher Fernsehmoderator (Schüler am Gymnasium)
- Paul Hertzberg (* 1990), deutscher Journalist und Buchautor (Schüler am Gymnasium)